# 灰柳莺
灰柳莺（学名：Phylloscopus griseolus）为柳莺科柳莺属的鸟类。在中国大陆，分布于新疆等地。该物种的模式产地在印度。